# Fighting for the Earth
Fighting for the Earth è il primo album in studio del gruppo musicale heavy metal statunitense Warrior, pubblicato dalle etichette discografiche MCA Records e Ten Records nel 1985.

## Il disco
Il disco venne dato alle stampe in Europa dalla Ten Records, label appartenente alla Virgin Records, e negli Stati Uniti dalla MCA Records. Nonostante l'album fosse edito da queste due importanti etichette, non ricevette un adeguato riscontro di vendite, ma venne comunque apprezzato dagli appassionati di musica metal e dalla stampa specializzata. A supporto di questa uscita discografica venne girato un videoclip dell'omonima canzone, Fighting for the Earth, che apparve anche su un singolo assieme al brano Only the Strong Survive.
Il disco, originariamente uscito nel 1986 su disco in vinile e in musicassetta (solo MCA Records), venne pubblicato per la prima volta in CD nel 1990 dalla Ten Records e poi ristampato alcuni anni dopo. Anche la Metal Blade Records lo diede alle stampe nello stesso formato, per il mercato americano, nel 1991.

## Tracce
Testi e musiche di J. Floyd, eccetto dove diversamente indicato.
1. Fighting for the Earth – 5:26
2. Only the Strong Survive – 4:51
3. Ruler – 3:31 (J. Floyd, P. McCarty)
4. Mind Over Matter – 3:51 (J. Floyd, P. McCarty)
5. Defenders of Creation – 5:56
6. Day of the Evil (Beware) – 3:55
7. Cold Fire – 5:08
8. Ptm1 – 0:36 (P. McCarty)
9. Welcome Aboard – 4:42 (J. Floyd, P. McCarty)

## Formazione
- Parramore McCarty – voce
- Joe Floyd – chitarra
- Tommy Asakawa – chitarra
- Rick Bennett – basso, tastiera
- Liam Jason – batteria

### Produzione
- Warrior – produzione
- Doug Rider – produzione, ingegneria del suono
- Bob Ludwig – mastering
- David Thoener – missaggio
- Clive Piercy – grafica